# Dominique David (auteur)
Pour les articles homonymes, voir Dominique David (homonymie) et David.
Dominique David, née le 12 décembre 1960 à Charleroi (province de Hainaut), est une autrice de bande dessinée belge.
Parfois elle signe sous le pseudonyme David D.

## Biographie
Dominique David naît le 12 décembre 1960 à Charleroi dans la province de Hainaut. Elle grandit en tant que « garçon manqué ». Tous les soirs, elle suit des cours de croquis à l'Académie des beaux-arts de Charleroi jusqu'en 1978 à Namur. Elle se déplace à Bruxelles pour étudier l'illustration à l'école supérieure des arts Saint-Luc pendant trois ans. Comme lectrice, elle préfère Corben, Eisner, Pratt ou encore Alex Toth aux auteurs esthétisants de l'Atelier R. 
Elle rencontre, en 1982, le dessinateur et caricaturiste de presse Frédéric Deligne. À partir de cette année, elle trouve un emploi au Journal illustré le plus grand du monde des Éditions Michel Deligne dans lequel elle paraît un récit de trente-six pages intitulé Rêve acide en décembre 1982, dont l'album est édité par Magic Strip dans la collection « Modern Steel » en 1985.
À la même époque, la dessinatrice présente des projets aux éditions Dupuis : les premiers récits complets de Jimmy Boy paraissent dans l'hebdomadaire Spirou en 1984. Après avoir acquis plus de maturité graphique et narrative, David peut passer aux aventures à suivre : cinq récits à suivre sont publiés entre 1988 et 1995, puis repris en album. Cette série reçoit le prix Max et Moritz de la meilleure publication de bande dessinée pour enfants et adolescents en 1993.
Entre-temps, elle écrit pour la série télévisée d'animation Les Mondes engloutis de Dominique Duprez, alias Riff Reb's, diffusée en 1985 sur Antenne 2 dans l'émission Récré A2, et scénarise le one shot La Dame, le cygne et l'ombre de Philippe Berthet, paru dans la collection du précité aux éditions Dupuis en 1989 .
Toujours en tant que scénariste et dessinatrice, elle crée Lipstick, une ex-call-girl devenue aventurière, pour Glénat dans la collection « Bulle Noire », aux côtés du coloriste Bertrand Denoulet, à partir de 1998. Cinq albums sont publiés jusqu'en 2005. En 2002, elle dessine un album de communication pour le Parlement européen. 
Depuis, elle reste active comme coloriste. Pour le préquel de la série Largo winch, elle se fait également décoriste du triptyque La Fortune des Winczlav, dessiné par Philippe Berthet et scénarisé par Jean Van Hamme à partir de 2021 aux éditions Dupuis.

### Vie privée
Dominique David est la compagne de Philippe Berthet.

## Œuvres publiés

### Périodiques
- Just Maried dans Le Journal illustré no 1, 1982[6]
- Rêve acide dans Le Journal illustré de no 2 à no 5, 1982[6]
- Jimmy Boy, dans Spirou de no 2394 à no 2989[7]
  - Jimmy Boy, no 2394, 1984 (Récit complet de dix pages)
  - Chattanooga, no 2406, 1984 (Récit complet de douze pages)
  - Norfolk, no 2424, 1984 (Récit complet de douze pages)
  - L'Ombre rouge, no 2435, 1984 (Récit complet de dix pages)
  - La Porte d'or, no 2486, 1985 (Récit complet de douze pages)
  - Panique sur le rail, no 2509, 1986 (Récit complet de seize pages)
  - Jennifer, no 2524, 1986 (Récit complet de huit pages)
  - De l’autre côté de la nuit, no 2542, 1986 (Récit complet de dix pages)
  - Graine de vagabond, de no 2637 à no 2646, 1988 (Récit à suivre)
  - Les Rebelles, de no 2703 à no 2711, 1990 (Récit à suivre)
  - Nimbus, de no 2763 à no 2775, 1991 (Récit à suivre)
  - Hollywood !, de no 2871 à no 2880 et de no 2893 à no 2900, 1993 (Récit à suivre)
  - Le Chat qui fume, de no 2978 à no 2989, 1995 (Récit à suivre)
- Lipstick : La Nonne rafle tout dans Vécu no 30, 2002[8]

### Albums
- Rêve acide, Magic Strip, coll. « Modern Steel », 1985  (ISBN 2-8035-0116-3).
- La Dame, le Cygne et l'Ombre (scénariste), avec Philippe Berthet (dessin), Dupuis, coll. « Repérages », 1989  (ISBN 2-8001-1650-1).

#### Lipstick
- 1. La Nuit verticale, Glénat, coll. « Bulle Noire », Grenoble, juin 1998
Scénario et dessin : Dominique David - Couleurs : Bertrand Denoulet -  (ISBN 2-7234-2474-X)
- 2. Deux balles pour un singe[11],[12], Glénat, coll. « Bulle Noire », Grenoble, janvier 2000
Scénario et dessin : Dominique David - Couleurs : Bertrand Denoulet -  (ISBN 2-7234-2763-3)
- 3. La Nonne raffle tout[13], Glénat, coll. « Bulle Noire », Grenoble, avril 2002
Scénario et dessin : Dominique David - Couleurs : quadrichromie -  (ISBN 2-7234-3385-4)
- 4. Sang d'encre[14], Glénat, coll. « Bulle Noire », Grenoble, mars 2005
Scénario et dessin : Dominique David - Couleurs : Bertrand Denoulet -  (ISBN 2-7234-3962-3)

- Les Eaux blessées[15] (dessin), avec Cristina Cuadra García et Rudi Miel (scénario), Office des publications officielles des communautés coll. « Parlement européen », 2002  (ISBN 978-92-8232-205-5),Prix Alph-Art de la Communication.

#### En tant que coloriste
- Chiens de prairie, Delcourt, coll. « Conquistador », Paris, novembre 1996
Scénario : Philippe Foerster - Dessin : Philippe Berthet - Couleurs : Dominique David -  (ISBN 2-84055-115-2) — réédition Anspach[16], 2025 avec un dossier de 8 pages écrit par Charles-Louis Detournay (ISBN 9782931105429).
- Pin-Up du scénariste Yann et du dessinateur Philippe Berthet, Dargaud, 2005-2011 (les tomes 9 et 10)
- Les Exploits de Poison Ivy du scénariste Yann, Dargaud, 2006-2008
- XIII Mystery du scénariste Éric Corbeyran et du dessinateur Philippe Berthet, Dargaud, 2009 (tome 2)
- Perico du scénariste Régis Hautière et du dessinateur Philippe Berthet, Dargaud, coll. « Ligne Noire », 2014
- Motorcity, du scénariste Sylvain Runberg et Philippe Berthet, Dargaud, coll. « Ligne Noire », 2017,  (ISBN 978-2-505-06482-4)

#### En tant que décoriste

##### La Fortune des Winczlav(2021 - 2023)
- 1. Vanko 1848, Dupuis, Marcinelle, 26 mars 2021
Scénario : Jean Van Hamme - Dessin : Philippe Berthet - Collaboration graphique : Dominique David - Couleurs : Meephe Versaevel -  (ISBN 979-10-34751-76-1)
- 2. Tom et Lisa 1910, Dupuis, Marcinelle, 6 mai 2022
Scénario : Jean Van Hamme - Dessin : Philippe Berthet - Documentation et crayonnés des décors : Dominique David - Couleurs : Meephe Versaevel -  (ISBN 979-10-34761-05-0)
- 3. Danitza 1965[17], Dupuis, Marcinelle, 29 septembre 2023
Scénario : Jean Van Hamme - Dessin : Philippe Berthet - Couleurs : Mado -  (ISBN 979-10-34761-07-4),Documentation et crayonnés des décors : Dominique David.

### Expositions collectives
- The Traveler[18],[19],[20] avec 50 artistes, sous le commissariat de David Merveille, Galerie Huberty & Breyne, Bruxelles du 17 juin au 27 août 2022.

## Prix et récompenses
- 1989 :  prix du meilleur scénario décerné par la Chambre belge des experts en bande dessinée[21] pour La Dame d’épées ;
- 1993 :  prix Max et Moritz de la meilleure publication de bande dessinée pour enfants et adolescents.

#### Livres
: document utilisé comme source pour la rédaction de cet article.
- Patrick Gaumer et Claude Moliterni, « David, Dominique », dans Dictionnaire mondial de la bande dessinée, Larousse, 1994, ill. (ISBN 2035235103, présentation en ligne), p. 176.
- Le 9e Rêve no 6, Bruxelles, Institut Saint-Luc de Bruxelles, École de recherche graphique, 2006, 144 p. (présentation en ligne), p. 31. .
- Patrick Gaumer, « David, Dominique », dans Dictionnaire mondial de la BD, Paris, Larousse, 2010, 953 p., ill. ; 27 cm (ISBN 978-2-0358-4331-9 et 2-0358-4331-6, OCLC 920924930, présentation en ligne), p. 230. .

#### Périodiques
- Thierry Tinlot, « Comme un garçon », Les Cahiers de la BD, no 87,‎ décembre 1989, p. 20-21.

#### Articles
- Dominique David (interviewée par Christian Missia Dio), « Interviews : Dominique David : "La couleur sur papier me permet une plus grande créativité que la couleur à l’ordinateur" », ActuaBD,‎ 9 mai 2017 (lire en ligne, consulté le 11 novembre 2024).